# Ángel Maximiliano Ordoñez Sigcho
Ángel Maximiliano Ordoñez Sigcho (ur. 15 stycznia 1972 w Saraguro) – ekwadorski duchowny katolicki, biskup pomocniczy Quito od 2022.

## Życiorys
Święcenia kapłańskie otrzymał 27 czerwca 2007 i został inkardynowany do archidiecezji Quito. Pełnił funkcje m.in. sekretarza biskupiego, wychowawcy w niższym seminarium duchownym, proboszcza parafii w Cumbayá oraz sekretarza pomocniczego w ekwadorskiej Konferencji Episkopatu.
17 października 2022 papież Franciszek mianował go biskupem pomocniczym archidiecezji Quito, ze stolicą tytularną Phelbes. Sakry udzielił mu 10 grudnia 2022 arcybiskup Alfredo Espinoza Mateus.